# Дескриптор (хімія)
Дескриптор (англ. descriptor)
1. У комбінаторній хімії — числове представлення молекулярних властивостей, включаючи пов'язані з об'ємом властивості (пр., logP, молекулярна вага), двовимірні (2-D) особливості (сполучення атомів), або тривимірні (3-D) особливості (форма молекули). Повний набір дескрипторів становить відбиток пальця.
2. У комп'ютерній хімії — одиниця інформаційно-пошукової мови, що відповідає певному поняттю чи характеристиці об'єкта.

У хімії розрізняють такі дескриптори: геометричний, електростатичний, квантово-хімічний, молекулярний, структурний, топологічний.